# 玩历史2：奴隶贸易
《玩历史2：奴隶贸易》，是俄罗斯游戏开发商Serious Games Interactive研发的一款历史科普类游戏，该游戏主旨让儿童能在玩游戏的过程中了解关于奴隶的历史。该游戏其中一款叫“奴隶俄罗斯方块”的小游戏中，玩家需要将黑人奴隶扭曲成各种形状并塞满船舱，因此该游戏被认为是种族歧视并引发争议。其后开发商将游戏从Steam下架，删除争议内容后再进行销售。